# Plumularia bedoti
Plumularia bedoti är en nässeldjursart som beskrevs av Chantal Billard 1911. Plumularia bedoti ingår i släktet Plumularia och familjen Plumulariidae. Inga underarter finns listade i Catalogue of Life.